# Spytkowice (gemeente in het district Wadowice)
De gemeente Spytkowice is een landgemeente in het Poolse woiwodschap Klein-Polen, in het district Wadowice.
De zetel van de gemeente is in Spytkowice.
Op 30 juni 2004 telde de gemeente 9282 inwoners.

## Oppervlaktegegevens
In 2002 bedroeg de totale oppervlakte van gemeente Spytkowice 47,03 km², waarvan:
- agrarisch gebied: 71%
- bossen: 10%

De gemeente beslaat 7,28% van de totale oppervlakte van de powiat.

## Demografie
Stand op 30 juni 2004:
| Omschrijving                   | Totaal | Totaal | Vrouwen | Vrouwen | Mannen | Mannen |
| ------------------------------ | ------ | ------ | ------- | ------- | ------ | ------ |
| eenheid                        | aantal | %      | aantal  | %       | aantal | %      |
| inwoners                       | 9282   | 100    | 4750    | 51,2    | 4532   | 48,8   |
| bevolkingsdichtheid (inw./km²) | 197,4  | 197,4  | 101     | 101     | 96,4   | 96,4   |

In 2002 bedroeg het gemiddelde inkomen per inwoner 1269,18 zł.

## Plaatsen
- Bachowice
- Ryczów
- Spytkowice
- Miejsce
- Lipowa
- Półwieś

## Aangrenzende gemeenten
Alwernia, Brzeźnica, Czernichów, Tomice, Zator
- Gemeinsame Normdatei: 1070604720
- Virtual International Authority File: 1145424467986830127